# 米尔恰·伊利亚德
米尔恰·伊利亚德（羅馬尼亞語：Mircea Eliade，1907年3月13日—1986年4月22日），罗马尼亚宗教史学家、科幻小说作家、哲学家，美国芝加哥大学教授。他对宗教的解读开风气之先，成为宗教研究影响至今的范例。其基于宗教提出的“圣显”（hierophanies）理论将人类对现实的体验分为圣与俗两部分。

## 中文译本
- 《神圣与世俗》，王建光译，华夏出版社，2001年1月
- 《宗教思想史》，晏可佳等译，上海社会科学院出版社，2004年，ISBN: 9787806813973
- 《聖與俗—宗教的本質》，楊素娥譯、胡國楨校，臺北:桂冠圖書股份有限公司，2006年
- 《神圣的存在：比较宗教的范型》，晏可佳、姚蓓琴译，南宁：广西师范大学出版社，2008年
- 《形象与象征》，沈珂译，译林出版社，2002年4月，ISBN: 9787544790680